# Cranfield Airport
Cranfield Airport (engelska: RAF Cranfield) är en flygplats i Storbritannien.   Den ligger i kommunen Central Bedfordshire i riksdelen England, i den södra delen av landet, 70 km nordväst om huvudstaden London. Cranfield Airport ligger 109 meter över havet.
Terrängen runt Cranfield Airport är huvudsakligen platt. Cranfield Airport ligger uppe på en höjd som går i nord-sydlig riktning. Runt Cranfield Airport är det ganska tätbefolkat, med 248 invånare per kvadratkilometer. Närmaste större samhälle är Milton Keynes, 10,1 km väster om Cranfield Airport. Trakten runt Cranfield Airport består till största delen av jordbruksmark.